# Maxime Pothos
Mgr Maxime (né Yeóryos Pothos, grec moderne : Γεώργιος Πόθος) est l'actuel métropolite de Suisse et exarque d'Europe du patriarcat œcuménique depuis le 18 août 2018.

## Biographie
Le 18 juillet 2018, son prédécesseur Jérémie Calligiorgis est nommé métropolite du diocèse d'Ankara et quitte le poste de métropolite de Suisse. Mgr Pothos lui succède au poste de métropolite de Suisse et d'exarque d'Europe,.
Maxime Pothos est intronisé métropolite de Suisse et d'exarque d'Europe le 18 août 2018,.